# Z marszałkiem Titą
Z Marszałkiem Titą (serb.-chorw. Uz Maršala Tita, cyr. Уз Mаршала Тита) – pieśń komunistycznej Ludowej Armii Wyzwolenia Jugosławii na cześć jej dowódcy – Marszałka Josipa Broza ps. "Tito". Po raz pierwszy wykonano ją 29 listopada 1943 podczas drugiego zjazdu Antyfaszystowskiej Rady Ludowego Wyzwolenia Jugosławii, w czasie którego proklamowano powstanie Demokratycznej Republiki Jugosławii z premierem Tito na czele. Autorami jej słów byli Oskar Danon (muzyka) i Vladimir Nazor (słowa). 
Druga zwrotka odnosi się do ideologii wrogich komunistom ustaszy rządzących kolaborującym z III Rzeszą Niepodległym Państwem Chorwackim, którzy wspomagani przez Niemców propagowali twierdzenie, iż Chorwaci nie są z pochodzenia Słowianami, lecz Gotami, przez co mogliby zostać uznanymi za część rasy panów. 

## Tekst
| wersja oryginalna (cyrylica) | wersja oryginalna (alfabet łaciński) | tłumaczenie na polski |
| --- | --- | --- |
| Уз Mаршала Тита, јуначкога сина Нас неће ни пакао смјест Ми дижемо чело, ми крочимо смјело И чврсто стискамо пест Ми дижемо чело, ми крочимо смјело И чврсто стискамо пест Род прастари сви смо, а Готи ми ни смо Славенства смо древнога чест Ко друкчије каже, клевеће и лаже Нашу ће осјетит пест Ко друкчије каже, клевеће и лаже Нашу ће осјетит пест Сбе прсте на руци, у јаду и муци Партизанска сложила је свијест Па сад кад и треба, до сунца до неба Високо ми дижемо пест Па сад кад и треба, до сунца до неба Високо ми дижемо пест | Uz maršala Tita, junačkoga sina Nas neće ni pakao smjest Mi dižemo čelo, mi kročimo smjelo I čvrsto stiskamo pest Mi dižemo čelo, mi kročimo smjelo I čvrsto stiskamo pest Rod prastari svi smo, a Goti mi ni smo Slavenstva smo drevnoga čest Ko drukčije kaže, kleveće i laže Našu će osjetit pest Ko drukčije kaže, kleveće i laže Našu će osjetit pest Sve prste na ruci, u jadu i muci Partizanska složila je svijest Pa sad kad i treba, do sunca do neba Visoko mi dižemo pest Pa sad kad i treba, do sunca do neba Visoko mi dižemo pest | Z marszałkiem Titą, bohaterskim synem Nie zatrzyma nas nawet piekło Podnosimy czoła, kroczymy śmiało I mocno zaciskamy pięści Jesteśmy ród prastary, ale nie Gotami Jesteśmy częścią prastarych Słowian Kto twierdzi inaczej, szkaluje i kłamie Chce poczuć nasze pięści Wszystkie palce na dłoni, przez biedę i znój Złożyły się w partyzancką świadomość Ilekroć będzie trzeba, wysoko wznieśmy pięści Do słońca i do nieba |

## Źródła
- Tekst pieśni
- Wywiad z Oskarem Danonem, autorem muzyki